# Timothy Olyphant
Timothy David Olyphant (Honolulu, Hawaii, USA, 1968. május 20.) színész, producer. Legismertebb filmjei a Die Hard 4.0 – Legdrágább az életed és a Hitman – A bérgyilkos.

## Korai évek
Kétéves korában a család Kaliforniába, Modestoba költözött. Édesapja egy pincészetnek dolgozott. Timothy hatéves korában kezdett el versenyszerűen úszni és hamarosan országos szintű úszóversenyeken indult. Az amerikai rövidpályás bajnokságon, 1986-ban 200 méteren bekerült a döntőbe. Ugyanebben az évben érettségizett le a Fred C. Beyer High Scholl-ban.
Los Angelesben a dél-kaliforniai egyetemen képzőművészetet tanult, de a sportolást is folytatta. A színészetórákat azért vette fel, hogy elegendő kreditpontja legyen és lediplomázhasson. A mesterképzést végül nem végezte el, helyette New Yorkba költözött, hogy színészetet tanulhasson. Két évig járt a William Esper Studio színiiskolába, ami után színészi munkát keresett.

## Pályafutása
Timothy off-Broadway darabokban kezdett el játszani. Profi színészként történő debütálására 1995-ben került sor. Megkapta a kiemelkedő teljesítményért járó Theatre Award-ot. Ezt követően egy egyszemélyes darabban lépett fel.
Timothy visszatért Los Angelesbe, hogy televíziós produkciókban is szerepelhessen. Az első tévés szerepét a 77 Sunset Strip pilotjában kapta, aminek producere Clint Eastwood volt.
Első játékfilmje az Elvált nők klubja volt 1996-ban. A moziban Goldie Hawn és Diane Keaton alakította a főszerepeket. Rövid szerepet kapott Az élet sója című romantikus filmben, ami Ewan McGregor és Cameron Diaz főszereplésével készült. A Sikoly 2. című horrorban is feltűnt 1997-ben a cinikus diák, Mickey szerepében. Ebben az évben a High Incident című rendőrségi drámasorozat három epizódjára szerződtették. A harctéri harsonák című HBO gyártású moziban tűnt fel 1998-ban, majd Carrie Bradshaw barátjaként a Szex és New York egyik epizódjában.
Az 1999-es Nyomás című moziban egy drogdílert alakít, Katie Holmes oldalán. A 2000-es évek elején a Barátságpróba, a Tolvajtempó és a Nyakiglove, a Szüzet szüntess, az Álomcsapda és a Túl mindenen című filmekben kapott kisebb-nagyobb szerepeket.
2006-ban A nevem Earl című vígjátéksorozat egy epizódjában tűnt fel.
Az HBO gyártású Deadwood című sorozatban Seth Bullock seriffet alakította. Timothy úgy nyilatkozott, hogy ez volt az első bonyolult, összetett karakter, amit játszott.
A 2007-es Kettőt találhatsz című romantikus vígjátékban Jennifer Garner partnereként, annak szerelmét alakítja. Jeniferrel már korábban is ismerték egymást, mivel mivel mikor New Yorkba költözött együtt tanultak színészetet.
A Bruce Willis és Justin Long és Timothy főszereplésével készült Die Hard 4.0 – Legdrágább az életed című akcióban az Egyesült Államok egész kommunikációs rendszerét és közellátását veszélyeztető kiberterroristát alakít.
A címszereplő bérgyilkost formálta meg a Hitman című akcióban, az azonos című számítógépes játék alapján készült moziban.
2009-ig egy Los Angeles-i rádió sportkommentátoraként volt hallható Joe Escalante reggeli műsorában.
A Pokoli édenkert című thrillerben Milla Jovovich és Steve Zahn partnereként játszott főszerepet 2009-ben. karaktere egy veterán iraki katona, aki feltehetőleg a mézesheteit Hawaii-n eltöltő fiatal házaspárok gyilkosa.
2010-ben több bűnügyi sorozatban (A hatalom hálójában, Office) és A tébolyultak című thrillerben szerepelt.
2011-ben A negyedik című sci-fi-ben játszik.

## Magánélete
Westwoodban él feleségével, Alexis Knieffel és három gyermekükkel. A pár 1991-ben kötött házasságot.

## Filmográfia

### Film
| Év   | Magyar cím                          | Eredeti cím                               | Szerep                     | Magyar hang          |
| ---- | ----------------------------------- | ----------------------------------------- | -------------------------- | -------------------- |
| 1996 | Elvált nők klubja                   | The First Wives Club                      | Brett Artounian            | Bartucz Attila       |
| 1997 | Az élet sója                        | A Life Less Ordinary                      | stoppos                    | Scherer Péter        |
| 1997 | Sikoly 2.                           | Scream 2                                  | Mickey                     | Fekete Zoltán        |
| 1998 |                                     | 1999                                      | Hooks                      |                      |
| 1999 |                                     | No Vacancy                                | Luke                       |                      |
| 1999 | Nyomás!                             | Go                                        | Todd Gaines                | Csőre Gábor          |
| 1999 |                                     | Advice from a Caterpillar                 | Brat                       |                      |
| 2000 | Barátságpróba                       | The Broken Hearts Club: A Romantic Comedy | Dennis                     | Tímár Andor          |
| 2000 | Halálos azonosság                   | Auggie Rose                               | Roy Mason                  |                      |
| 2000 | Tolvajtempó                         | Gone in Sixty Seconds                     | Drycoff nyomozó            | Viczián Ottó         |
| 2001 | Nyakiglove                          | Head Over Heels                           | Michael                    |                      |
| 2001 |                                     | Doppelganger (rövidfilm)                  | Brian                      |                      |
| 2001 | Rocksztár                           | Rock Star                                 | Rob Malcolm gitáros        | Bozsó Péter          |
| 2001 | Birtokviszony                       | The Safety of Objects                     | Randy                      | Holl Nándor          |
| 2002 |                                     | Coastlines                                | Sonny Mann                 |                      |
| 2003 | Álomcsapda                          | Dreamcatcher                              | Pete                       | Rába Roland          |
| 2003 | Túl mindenen                        | A Man Apart                               | Hollywood Jack             | Szabó Sipos Barnabás |
| 2004 | Szüzet szüntess                     | The Girl Next Door                        | Kelly                      | Galambos Péter       |
| 2006 | Kettőt találhatsz                   | Catch and Release                         | Fritz                      | Király Attila        |
| 2007 | Die Hard 4.0 – Legdrágább az életed | Live Free or Die Hard                     | Thomas Gabriel             | Zámbori Soma         |
| 2007 | Ne hagyd magad, Bill!               | Bill                                      | Chip Johnson               | Seszták Szabolcs     |
| 2007 | Hitman – A bérgyilkos               | Hitman                                    | 47-es ügynök               | Kamarás Iván         |
| 2008 | A sereg nem enged                   | Stop-Loss                                 | Boot Miller                | Péter Richárd        |
| 2009 | Könnyű pénz                         | High Life                                 | Dick                       | Anger Zsolt          |
| 2009 | Pokoli édenkert                     | A Perfect Getaway                         | Nick Bennett               | Varga Gábor          |
| 2010 | A tébolyultak                       | The Crazies                               | David Dutten seriff        | Rajkai Zoltán        |
| 2010 |                                     | Elektra Luxx                              | Dellwood Butterworth       |                      |
| 2011 | Rango                               | Rango                                     | A nyugat szelleme (hangja) | Reviczky Gábor       |
| 2011 | A negyedik                          | I'm Number Four                           | Henri                      | Rajkai Zoltán        |
| 2013 |                                     | Dealin' with Idiots                       | Max apja                   |                      |
| 2014 | Itthon, édes otthon                 | This Is Where I Leave You                 | Horry Callen               | Csőre Gábor          |
| 2016 | Anyák napja                         | Mother's Day                              | Henry                      | Bozsó Péter          |
| 2016 | Snowden                             | Snowden                                   | Geneva CIA-ügynök          | Rajkai Zoltán        |
| 2018 |                                     | Dark Was the Night                        | Steven Lang                |                      |
| 2019 | A hiányzó láncszem                  | Missing Link                              | Willard Stenk (hangja)     | Pálfai Péter         |
| 2019 | Volt egyszer egy Hollywood          | Once Upon a Time in Hollywood             | James Stacy                | Zámbori Soma         |
| 2021 | A seregély                          | The Starling                              | Travis Delp                | Rajkai Zoltán        |
| 2021 |                                     | National Champions                        | Elliott Schmidt            |                      |
| 2022 | Amszterdam                          | Amsterdam                                 | Tarim Nilfax               | Bozsó Péter          |
| 2025 | Pusztítás                           | Havoc                                     | Vincent                    | Bozsó Péter          |

### Televízió
| Év        | Magyar cím                             | Eredeti cím                               | Szerep                    | Megjegyzések                                  |
| --------- | -------------------------------------- | ----------------------------------------- | ------------------------- | --------------------------------------------- |
| 1996      |                                        | Mr. & Mrs. Smith                          | Scooby                    | 1 epizód                                      |
| 1997      |                                        | Ellen Foster                              | Roy Hobbs                 | tévéfilm                                      |
| 1997–1998 |                                        | High Incident                             | Brett Farraday            | 3 epizód                                      |
| 1998      | Harctéri harsonák                      | When Trumpets Fade                        | Terrence Lukas hadnagy    | - tévéfilm - magyar hangja: - Bozsó Péter     |
| 1998      | Szex és New York                       | Sex and the City                          | Sam                       | 1 epizód                                      |
| 2002      |                                        | Night Visions                             | Eli                       | 1 epizód                                      |
| 2004–2006 | Deadwood                               | Deadwood                                  | Seth Bullock seriff       | főszereplő (36 epizód)                        |
| 2006      | A nevem Earl                           | My Name Is Earl                           | Billy Reed                | 1 epizód                                      |
| 2008      | Nem ér a nevem                         | Samantha Who?                             | Winston Funk              | 1 epizód                                      |
| 2009–2010 | A hatalom hálójában                    | Damages                                   | Wes Krulik                | 11 epizód                                     |
| 2010      | Office                                 | The Office                                | Danny Cordray             | 2 epizód                                      |
| 2010–2015 | A törvény embere                       | Justified                                 | Raylan Givens             | - főszereplő (78 epizód) - vezető producer    |
| 2012      | A liga                                 | The League                                | Wesley                    | 1 epizód                                      |
| 2013      | Archer                                 | Archer                                    | Lucas Troy (hangja)       | 1 epizód                                      |
| 2013      |                                        | The Mindy Project                         | Graham Logan              | 1 epizód                                      |
| 2015–2016 | Jogászok ásza                          | The Grinder                               | önmaga / Rake Grinder     | 4 epizód                                      |
| 2017–2019 | Dél-kaliforniai diéta                  | Santa Clarita Diet                        | Joel Hammond              | - főszereplő (30 epizód) - vezető producer    |
| 2019      | Deadwood – A film                      | Deadwood: The Movie                       | Seth Bullock              | - tévéfilm - főszereplő és vezető producer    |
| 2020      | A Jó Hely                              | The Good Place                            | önmaga                    | 1 epizód                                      |
| 2020      | Félig üres                             | Curb Your Enthusiasm                      | Mickey                    | 1 epizód                                      |
| 2020      | Fargo                                  | Fargo                                     | Dick "Deafy" Wickware     | 7 epizód                                      |
| 2020      | A Mandalóri                            | The Mandalorian                           | Cobb Vanth                | - 1 epizód - magyar hangja: - Barát Attila    |
| 2022      | Boba Fett könyve                       | The Book of Boba Fett                     | Cobb Vanth                | - 2 epizód - magyar hangja: - Barát Attila    |
| 2022      | É-szakik                               | The Great North                           | Wade (hangja)             | 1 epizód                                      |
| 2022      | Bubbi Guppik                           | Bubble Guppies                            | Spotty Cackles (hangja)   | 1 epizód                                      |
| 2023      | Daisy Jones & the Six                  | Daisy Jones & the Six                     | Rod Reyes                 | 10 epizód                                     |
| 2023      | A kör bezárul                          | Full Circle                               | Derek Browne              | minisorozat (6 epizód)                        |
| 2023      | A törvény embere: Detroit dzsungelében | Justified: City Primeval                  | Raylan Givens             | minisorozat (8 epizód) vezető producer        |
| 2024      | Mesék a Tini Nindzsa Teknőcökről       | Tales of the Teenage Mutant Ninja Turtles | Goldfin (hangja)          | 4 epizód                                      |
| 2024      | Terminátor – A vég kapujában           | Terminator Zero                           | Terminátor (hangja)       | 3 epizód                                      |
| 2025      |                                        | Gremlins: Secrets of the Mogwai           | Johnny Appleseed (hangja) | 1 epizód                                      |
| 2025      | Az USA legboldogabb családja           | #1 Happy Family USA                       | Dan Daniels (hangja)      | 5 epizód                                      |
| 2025      | Alien: Föld                            | Alien: Earth                              | Kirsh                     | - főszereplő - magyar hangja: - Rajkai Zoltán |
| 2025      | Stick                                  | Stick                                     | Clark Ross                | 5 epizód                                      |